# Cartel de Santa
Cartel de Santa er en mexicansk hiphop-gruppe, skabt i Santa Catarina, Nuevo León. 
Gruppen begyndte sine aktiviteter i 1996 under forskellige navne og medlemmer, før de de blev til "Cartel de Santa".[kilde mangler] Gruppen er sammensat af forsanger Eduardo Davalos De Luna (Babo) og Román Rodríguez, bedre kendt som "Rowan Rabia", Monoplug eller blot Mono, som tidligere også var en del af gruppen Dharius, men forlod denne i midten af 2013.[kilde mangler] Cartel de Santa fortsætter med at være en af de musikalske grupper, som er populær verden over, og er også en af de spansk-talende grupper, der er en af de bedst sælgende,[kilde mangler] og har opnået diverse priser for de mange solgte eksemplarer.[kilde mangler]

## Diskografi
Albums
- 2002: Cartel de Santa
- 2004: Vol. II
- 2006: Volumen Prohibido (Guld-Disc)
- 2008: Vol. IV
- 2010: Sincopa (Guld-Disc)
- 2014: Golpe Avisa
- 2016: Viejo Marihuano (Guld, Platin)

Kompilationer
- 2006: Cartel de Santa Casa Babilonia presentan: Los Mixtapes
- 2007: Cartel de Santa, Greatest Hits
- 2008: Casa Babilonia Records: Compilado
- 2009: Casa Rifa: Demo
- 2011: Sincopa 5.1 (Sony Music)
- 2012: Me atizo macizo Tour 2012, en vivo desde el D. F (Babilonia Music)
- 2015: Los Jefes (Babilonia Music), (film soundtrack)

## Eksterne links
- Cartel de Santa – officiel hjemmeside
- Cartel de Santa på Allmusic
- Cartel de Santa på Discogs
- Cartel de Santa på MusicBrainz
- Cartel de Santa på Last.fm

| Musikgruppe | Spire Denne artikel om en musikgruppe er en spire som bør udbygges. Du er velkommen til at hjælpe Wikipedia ved at udvide den. |